# 7-Meter-Klasse der DGzRS (1971)
Die 7-Meter-Klasse von 1971 der Deutschen Gesellschaft zur Rettung Schiffbrüchiger (DGzRS) war eine Baureihe (Klasse) der 1. Generation von Seenotrettungsbooten (SRB), die von der DGzRS nach dem Zweiten Weltkrieg in Dienst gestellt wurde. Zwei Werften erhielten den Auftrag zum Bau von zwölf Rettungsbooten für die Stationen an Nord- und Ostsee, die ohne Taufe alle norddeutsche Mädchennamen erhielten. Die ab dem Jahr 1971 stationierten SRB standen bis Ende der 1990er Jahre im Einsatz und konnten teilweise nach ihrer Außerdienststellung an ausländische Rettungsdienste verkauft werden. Einige Exemplare können als Museumsexponate betrachtet werden und tragen bisweilen wieder den Ursprungsfarbton „orange“.

## Entwicklung

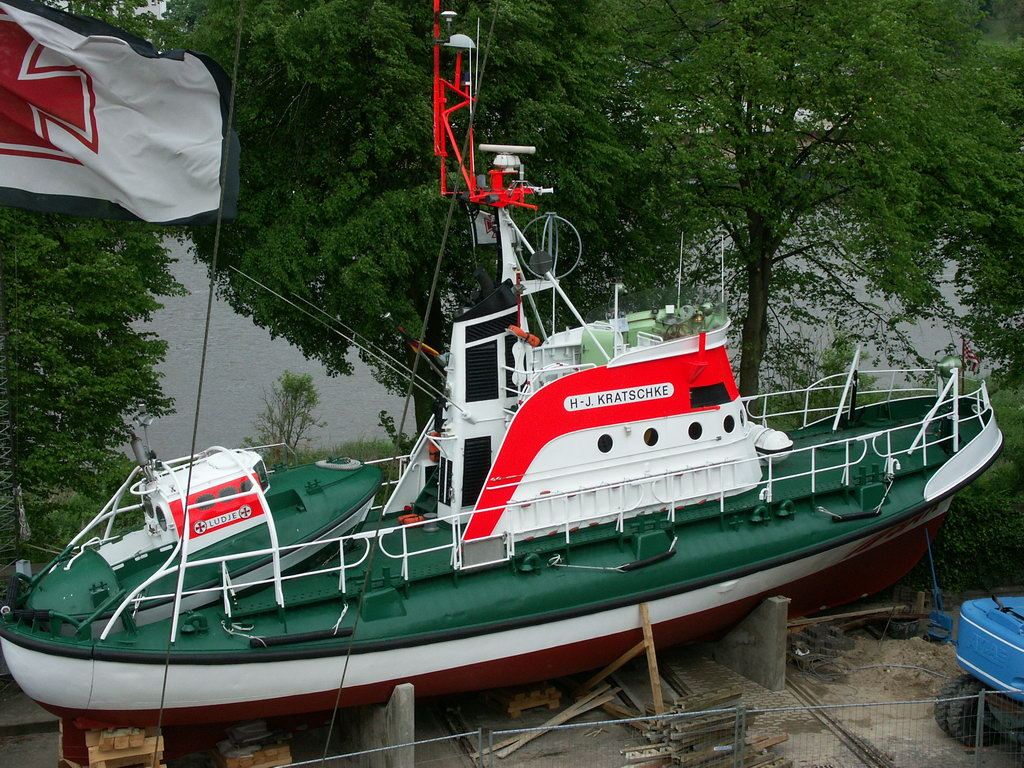
Tochterboot LUDJE der Schülke-Klasse

Ausgangspunkt zur Entwicklung der ersten Generation von SRB war das 5,50 Meter lange Tochterboot der Otto-Schülke-Klasse, das erstmals mit geschlossenem Decksaufbau als Selbstaufrichter konstruiert war. Durch Verlängerung auf 6,92 Meter Länge konnte in der Kajüte auch eine Krankentrage untergebracht werden. Der Einsatz von Aluminium beim Rumpfbau sparte Gewicht und reduzierte den Tiefgang auf maximal 60 Zentimeter. Zur leichteren Aufnahme von im Wasser treibenden Personen erhielten die Boote eine Bergungspforte an der Backbordseite der selbstlenzenden Plicht. Der doppelwandige Rumpf war durch Schotte in wasserdichte Abteilungen unterteilt, um das Boot auch bei Wassereinbruch schwimmfähig zu halten. Der durchlaufende Kiel schützte Ruder und Propeller und gestattete ein „Freibaggern“ beim Auflaufen. Das typische „Walfischdeck“ der neuen Generation von Rettungsbooten der DGzRS dient der schnellen Abfuhr von übergenommenem Wasser.
Die Steuerung der zunächst als Strandrettungsboote bezeichneten Boote erfolgte aus der Kajüte heraus. Eine Schleuderscheibe erlaubte eine gute Sicht nach vorne, wenn der Schiffsführer sitzend das Boot steuerte. Neben dieser Scheibe waren beidseits noch ovale Bullaugen verbaut. Ab Baunummer 17 (Kaatje) hatten die Boote eine durchgängige Frontscheibe, in der die Schleuderscheibe eingesetzt war. Ein Turmluk im Dach ermöglichte dem Schiffsführer eine freie Rundumsicht, wenn er stehend das Boot steuerte. Bei Ausfall der ölhydraulischen Steuerung konnte ersatzweise auch mit Pinne im Heck gefahren werden. Zur Motorbedienung befand sich am Aufbauende eine zweite Steuerung. Als Motor kam ein bewährter Dieselmotor von Mercedes-Benz zum Einsatz, der bei einer Leistung von 54 PS über einen Schraubenantrieb für 10 Knoten Fahrt sorgen konnte. Die Motorkühlung erfolgte wie bei den 'großen' Vorbildern über die Außenhaut mittels Kühltaschen im doppelwandigen Rumpf. Der vom Motor beheizte Aufbau schützte die Insassen vor Wasser und Kälte sowie gegen brechende, zurückschnellende Schleppleinen.
Während der Entwicklung musste das Problem der Schmierölversorgung des verwendeten PKW-Motors gelöst werden, damit der Motor auch beim Durchkentern weiterlaufen kann. Dabei kann aber kein Wasser in den Motor eindringen, da der Abgasdruck höher ist als der Wasserdruck an der Austrittsstelle des Auspuffs bei Lage „Kiel oben“. Ein Kennzeichen dieser Boote war der senkrecht nach oben geführte Auspuff. Für den Fall der Kenterung konnten mit einem Knopfdruck schlagartig alle Lufteintritte am Aufbau geschlossen und anschließend schnell wieder geöffnet werden. Für die sehr kurze Zeit des Kentervorganges ist im Aufbau eine genügende Luftreserve vorhanden, sodass weder der mit geringer Drehzahl laufende Motor stehenbleiben kann, noch die Insassen an Luftmangel leiden. Wegen der extremen Einsatzbedingungen bestanden für die Besatzung Angurtmöglichkeiten.

## Ausrüstung und Einsatz

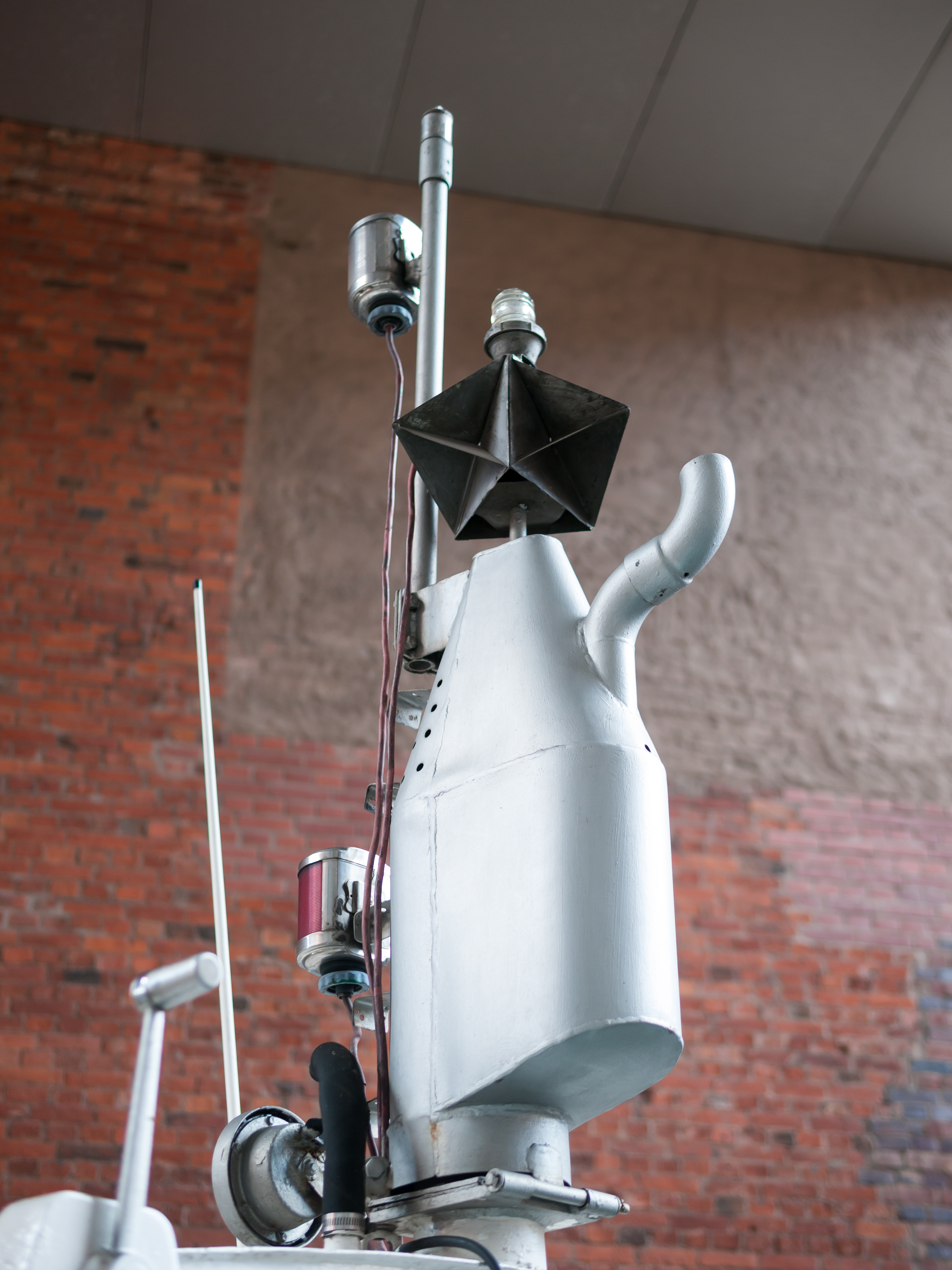
Detail Auspuff und Mast

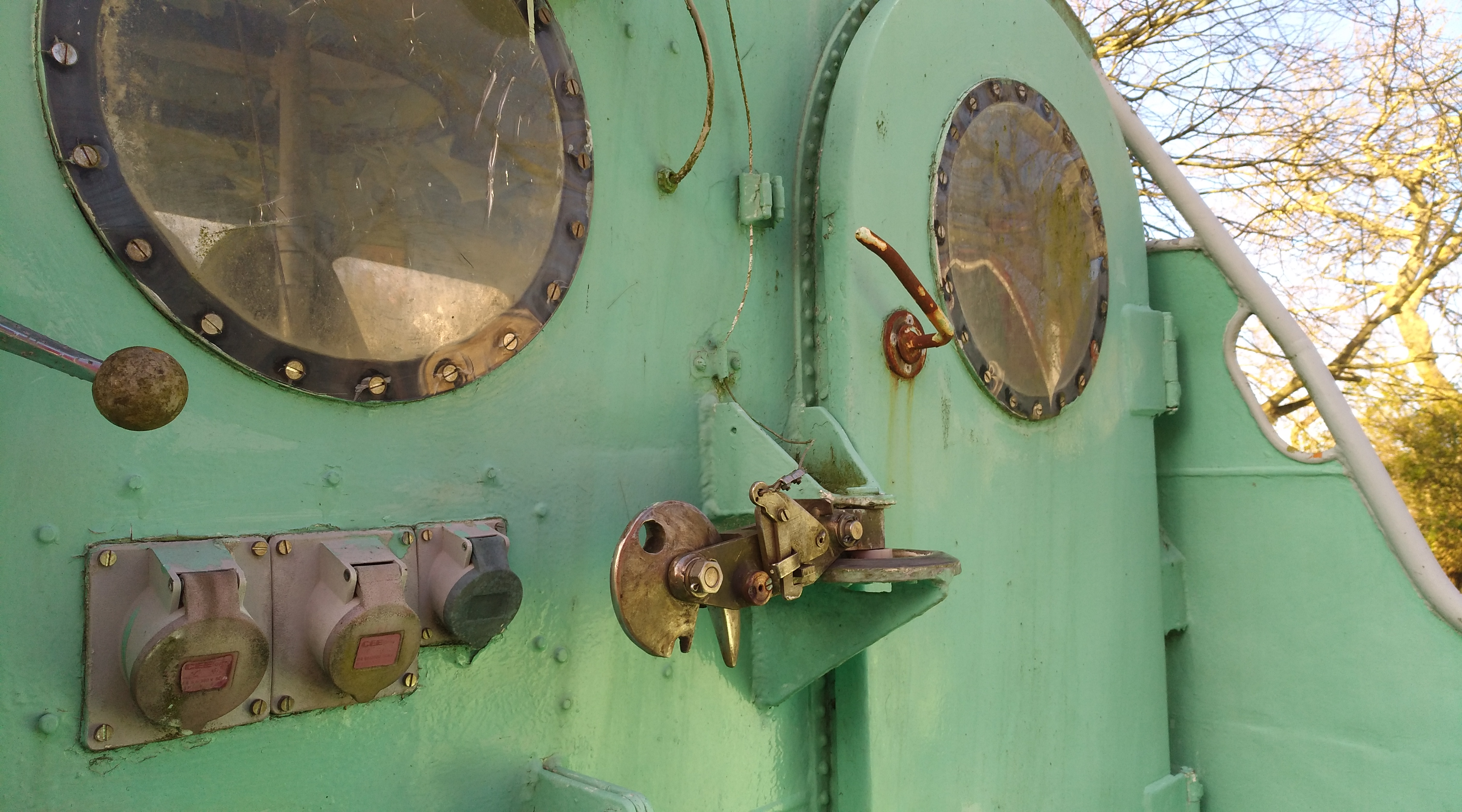
Schlepphaken

Die technische Ausrüstung bestand aus einer wasserdichten UKW-Seefunkanlage und einem Suchscheinwerfer am Mast, wo auch ein Radarreflektor montiert war. Ein eigenes Radargerät hatten die Serienboote aber nicht. Zur besseren Navigation wurden später noch GPS und Echolot nachgerüstet. Als rettungstechnische Ausrüstung der Boote befanden sich eine Fremdlenzpumpe, ein Kletternetz und eine Sanitätsausrüstung samt Rettungstrage an Bord. Für das Ab- und Freischleppen von havarierten Fahrzeugen gab es eine robuste Schleppeinrichtung, die auch von innerhalb des Aufbaus entriegelt werden konnte.
Die Aufträge zum Bau der zwölf Serienboote ergingen an zwei Werften. Die vier Boote für die Nordsee entstanden auf der Schweers-Werft (heute Lürssen) in Bardenfleth an der Unterweser. Die acht Ostseeboote baute die Evers-Werft in Niendorf an der Ostsee. Die DGzRS stellte die weiß/orange gestrichenen Boote von 1971 bis 1972 in Dienst. Als Neuentwicklung und erstes Boot der Klasse wurde die TRIENTJE noch vor ihrer Indienststellung auf der „International Lifeboat Conference“ in den USA präsentiert.
Sukzessive lösten die Boote der 7-Meter-Klasse die ältesten Motorrettungsboote auf den Stationen ab. Die überwiegend in Brandungszonen, Strand- und Wattgebieten sowie im Bereich flacher Sandbänke und Riffe zum Einsatz gebrachten Boote haben sich aufgrund ihrer robusten Bauweise und der guten Ausrüstung bewährt. Der geringe Tiefgang ermöglichte ein Abbergen von Personen auch in sehr flachen Wattgebieten. Die Selbstaufrichtung wurde nie gefordert, denn ein totales Durchkentern eines der Boote ist nie vorgekommen.

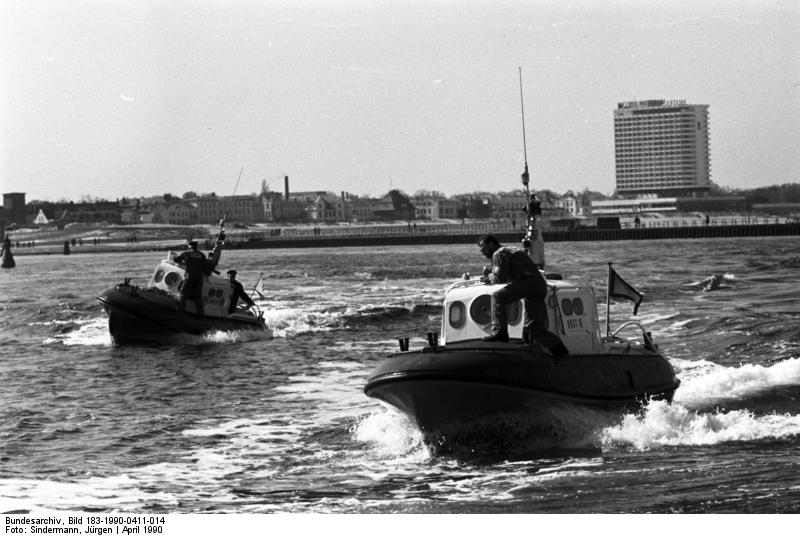
Zwei 7-Meter-SRB in Rostock im April 1990

Nach der deutschen Wiedervereinigung gingen einige der Boote an den Seenotrettungsdienst der DDR für Rettungsstationen in Mecklenburg-Vorpommern. Nach dem Zusammenschluss der beiden Gesellschaften aus Ost und West am 3. Oktober 1990 kamen diese Boote wieder zurück in den Bestand der DGzRS. Insgesamt wurden sechs der 7-Meter-Boote nach der Wende zu den 'neuen' Stationen im Osten verlegt. Als erstes Boot nahm die DGzRS schon nach 15 Jahren die MARTJE Ende 1987 in Kiel-Schilksee aus dem Dienst und verkaufte das Boot in private Hand. Die weitere Stilllegung dieser Flotte erfolgte ab 1992. Die letzten zwei Boote der Bauserie verließen nach 27 Jahren Einsatzzeit den Bestand 1999. Im Durchschnitt ersetzt die DGzRS ihre Rettungseinheiten nach rund 30 Jahren, einem Zeitraum in dem noch ausreichend Ersatzteile der eingebauten Technik verfügbar sind. Ggf. können ausgemusterte Boote als Ersatzteilspender herhalten. Um immer auf dem neusten Stand der Technik zu sein ist es günstiger, anstelle von umfangreichen und aufwendigen Revisionen an 'alten' Booten, Neubauten zu beschaffen.

## Weitere Bootsklassen der 1. Generation
Neben den 12 Booten der 7-Meter-Klasse hatte die DGzRS zwei weitere Klassen geschaffen:
- 1972: 2 Boote der 12-Meter-Klasse
- 1977: 5 Boote der 9-Meter-Klasse

Drei weitere Rettungsboote hatte die DGzRS später der 7-Meter-Klasse zugeordnet, die ursprünglich als Tochterboot auf einem Seenotkreuzer mitgeführt worden sind. Im Unterschied zur Bauserie besitzen die sieben Meter langen Boote einen 68-PS-Dieselmotor und ein Radargerät. Die Kajüte dieser Generation Tochterboote war etwas größer mit jeweils drei Fenstern an den Seiten. Alle drei Boote wurden auf der Schweers-Werft gebaut.
KAATJE (II) (ex MELLUM)

Das Typschiff der Eiswette-Klasse erhielt 1990 ein neues Tochterboot. Das vorhandene TB MELLUM (Baujahr 1980) wurde auf die Seenotrettungsstation Fedderwardersiel verlegt und als SRB auf den Namen KAATJE (II) getauft.
UMMA (ex ANNA)

Vom Rettungskreuzer FRITZ BEHERENS der gleichen 23,3-Meter-Klasse stammte das Tochterboot ANNA, das 1990 ebenfalls durch ein neueres ersetzt wurde. Die DGzRS verlegte die ANNA (Baujahr 1981) auf die Seenotrettungsstation Damp und gab ihm als SRB den Namen UMMA (II). Auf dieser Station lag bis zu diesem Zeitpunkt ein Serienboot mit gleichen Namen (UMMA (I)), das nach Norddeich verlegt und auf den Ortsnamen umgetauft wurde.
MAX CARSTENSEN

Gebaut wie die anderen zwei Tochterboote wurde die MAX CARSTENSEN (Baujahr 1981) von Anfang an als Seenotrettungsboot eingesetzt. Daher besaß sie auch die gleiche Ausstattung einschließlich Radar.

## Die Boote und ihre Stationierungen
| Seenotrettungsboote der 7-Meter-Klasse                  |                                                                                    | |      |                            |                                                                                        |
| Bau-Nr. – Name Rufzeichen                               | Rettungsstationen                                                                  | Stationierungen von – bis                                                                                              | Bild | Baudaten Werft             | Bemerkung Verbleib                                                                     |
| KRST 11 Trientje MÖWENORT (II) Ruf: DA 7184             | Maasholm Ueckermünde Freest                                                        | 1971→1992 1992→11/1992 11/1992→07/1993                                                                                 |      | Bj. 1971 Evers Nr. 504     | 2. Name ab Nov. 1992 1993 → Privatbesitz                                               |
| KRST 12 DOORTJE Ruf: DA 7183                            | Laboe Wendtorf Brunsbüttel                                                         | 1971→1973 1973→1987 1987→06/1988                                                                                       |      | Bj. 1971 Evers Nr. 505     | 1988 → Privatbesitz                                                                    |
| KRST 13 SWANTJE Ruf: DA 7182                            | Laboe                                                                              | 09/1971→05/1994 |      | Bj. 1971 Evers Nr. 506     | 1994 → Litauen Seenotrettungsdienst 2017 → Museumsboot in Cuxhaven                     |
| KRST 14 GRIETJE SWANTI Ruf: DA 8111                     | Schilksee Vitte/Hiddensee                                                          | 03/1972→04/1990 04/1990→04/1993                                                                                        |      | Bj. 1972 Evers Nr. 507     | 2. Name ab Apr. 1990 1993 → Privatbesitz 2008 → Museumsboot in Hamburg                 |
| KRST 15 MARTJE Ruf: DA 8106                             | Schilksee Damp Schilksee                                                           | 03/1972→05/1973 05/1973→1976 1976→12/1987                                                                              |      | Bj. 1972 Evers Nr. 508     | 1987 → Privatbesitz                                                                    |
| KRST 16 BRUNTJE (I) MÖWENORT (I) Ruf: DA 8109           | Heiligenhafen SRS Burgtiefe/Fehmarn Puttgarden Freest                              | 07/1972→10/1975 10/1975→05/1986 06/1986→02/1990 02/1990→11/1992                                                        |      | Bj. 1972 Evers Nr. 509     | 1993 → Niederländische Antillen Seenotrettungsdienst 2007 → Museumsboot in Haren (Ems) |
| KRST 17 KAATJE (I) BRUNTJE (II) SÜDPERD Ruf: DA 8105    | Hörnum Langballigau Damp Fedderwardersiel Puttgarden Thiessow Lauterbach Schilksee | 07/1971→09/1975 09/1975→04/1977 08/1977→1984 1985→1989 02/1990→07/1990 07/1990→09/1991 09/1991→06/1993 05/1994→09/1999 |      | Bj. 1971 Evers Nr. 512     | 1999 → Museumsboot in Kap Arkona auf Rügen                                             |
| KRST 18 ELTJE (I) Ruf: DA 8110                          | Großenbrode Lippe/Weißenhaus                                                       | 7/1972→1973 8/1973→11/1992                                                                                             |      | Bj. 1972 Evers Nr. 513     | 1992 verschrottet                                                                      |
| KRST 19 GESINA Ruf: DA 8243                             | Wangerooge Horumersiel Gelting                                                     | 6/1971→1978 1978→1980 3/1981→11/1993                                                                                   |      | Bj. 1971 Schweers Nr. 6417 | 1994 → Privatbesitz 1999 → Museumsboot auf Wangerooge                                  |
| KRST 20 TAMINA Ruf: DA 8244                             | Langeoog Baltrum                                                                   | 7/1971→4/1972 4/1972→4/1994                                                                                            |      | Bj. 1972 Schweers Nr. 6418 | 1994 → Büsum Kurverwaltung + DLRG-Boot 2001 → Privatbesitz                             |
| KRST 21 UMMA (I) NORDDEICH MÖWENORT (IV) Ruf: DA 8245   | Helgoland Eckernförde Damp Norddeich Freest Breege                                 | 7/1972→12/1981 4/1982→1985 4/1985→2/1990 4/1990→6/1993 4/1994→8/1996 1997→10/1999                                      |      | Bj. 1971 Schweers Nr. 6419 | 1999 → Museumsboot in Bremerhaven                                                      |
| KRST 22 ILKA MÖWENORT (III) Ruf: DA 8108                | Büsum Juist Freest                                                                 | 7/1972→1984 5/1985→1993 7/1993→4/1994                                                                                  |      | Bj. 1971 Schweers Nr. 6420 | 1994 → Litauen Seenotrettungsdienst                                                    |
| weitere Boote der 7-Meter-Klasse außerhalb der Bauserie |                                                                                    | |      |                            |                                                                                        |
| KRT 12 MELLUM KAATJE (II) Ruf:                          | TB auf SK EISWETTE (I) Fedderwardersiel Maasholm                                   | 1980→1989 1/1990→10/1993 3/1994→4/2000                                                                                 |      | Bj. 1980 Schweers Nr. 6441 | 2002→... Westerland/Sylt auf der Kurpromenade                                          |
| KRT 13 ANNA UMMA (II) ELTJE (II)                        | TB auf SK FRITZ BEHRENS Damp Lippe/Weißenhaus Schleswig Schilksee                  | 1980→1989 2/1990→10/1992 10/1992→9/1993 1/1994→9/1999 9/1999→6/2003                                                    |      | Bj. 1980 Schweers Nr. 6441 | 2003 → ... Husum Schiffahrtsmuseum                                                     |
| KRST 28 MAX CARSTENSEN Ruf:                             | Horumersiel Zinnowitz                                                              | 5/1981→5/1999 5/1999→3/2002                                                                                            |      | Bj. 1981 Schweers Nr. 6420 | 2002 verkauft an privat 2010 → ... Hamburg Sandtorhafen                                |
| Stand: @ Oktober 2020                                   |                                                                                    | |      |                            |                                                                                        |

## Museumsboote
Als Museumboote, meist im letzten Farbschema rot-grün-weiß gestrichen, sind erhalten:
SWANTJE steht vor dem Museum Windstärke 10 in Cuxhaven.
GRIETJE liegt als Umma vor dem Internationalen Maritimen Museum in der Hamburger Speicherstadt.
BRUNTJE steht vor dem Schifffahrtsmuseum in Haren (Ems).
KAATJE liegt mit Namen SÜDPERD bei den zwei Leuchttürmen am Kap Arkona.
GESINA liegt in Original-Orange auf Wangerooge vor dem Inselmuseum.
UMMA liegt mit Namen MÖWENORT im Deutschen Schifffahrtsmuseum in Bremerhaven.
Auch die beiden 7-Meter-Tochterboote sind museal zu besichtigen:
KAATJE (II) liegt auf der Kurpromenade in Westerland auf Sylt
ELTJE (II) (ehemaliges Tochterboot UMMA) steht vor dem Schiffahrtsmuseum Nordfriesland in Husum
Die TRIENTJE wird im restaurierten und funktionstüchtigen Zustand (Deck und Kajüte in orange) zusammen mit anderen ehemaligen Rettungseinheiten privat gepflegt und erhalten. Seit 2005 liegt das Boot in einem Yachthafen am Rhein-Herne-Kanal. Ebenfalls ging die TAMINA in private Hand und ist restauriert und im fahrtüchtigen Zustand erhalten. Sie diente im Jahr 2005 als Blickfang vor dem Focke-Museum in Bremen bei der Ausstellung „Aus Sturm und Not: 140 Jahre Deutsche Gesellschaft zur Rettung Schiffbrüchiger“. Als einziges Boot wurde die ELTJE verschrottet. Die restlichen Boote sind verkauft worden.